# Frank James

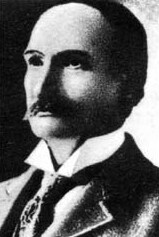
Frank James

Alexander Franklin James, beter bekend als Frank James (Kearney, Clay County, 10 januari 1843 - 18 februari 1915), was de oudere broer van Jesse James. Beiden waren Amerikaanse outlaws in de 19e eeuw. Samen met de Younger-broers vormden zij de kern van de James-Youngerbende.

## Jeugd
Frank James was de intellectueel van de familie en las graag, met name het werk van William Shakespeare. Hij deed het goed op school en had plannen om leraar te worden. De Amerikaanse Burgeroorlog (1861-1865) gooide roet in het eten. De staat Missouri waar de familie James woonde was verdeeld tussen aanhangers van het Noorden en van het Zuiden. De aanhangers van het Zuiden waren in de meerderheid. Frank nam dienst in het Zuidelijke leger en werd twee keer krijgsgevangen gemaakt. In 1863 sloot hij zich aan bij de bushwhackers, een groep ongeregelde rebellen die een guerrilla voerde tegen het noorden. Hij huwde Annie Ralston bij wie hij een zoon verwekte.

## James-Younger bende
Na de oorlog zagen de aanhangers van het Zuiden, de nieuwe overheid als de vijand. Slaven werden vrijgelaten en boerderijen en land werden opgekocht en onteigend door noordelijken. Frank en zijn jongere broer Jesse sloten uit protest hier tegen zich aan bij de bende van Archie Clement. De bende overviel banken en treinen en werd snel berucht. Na de dood van Clement vormde Jesse James de James-Younger bende samen met de gebroeders Younger. Hoewel Jesse James zich zelf en zijn bende graag afschilderde als een groep vrijheidsstrijders, rebellen, die vochten tegen de overheid en als een groep moderne Robin Hoods, die stalen van de rijken en gaven aan de armen, waren het in wezen bandieten. Er is geen enkel bewijs dat de bende geld aan de armen gaf, verder vielen er verscheidene dodelijke slachtoffers bij de overvallen, waaronder een klein meisje. Jesse James was hier diep van onder de indruk. Nadat de bende zijn Waterloo beleefde in Northfield in 1876, waar ze werden beschoten door een burgermilitie werden de gebroeders Younger opgepakt. Frank en Jesse ontsnapten en hielden zich drie jaar lang schuil. In 1879 richtten Jesse en Frank een nieuwe bende op en pleegden verschillende overvallen. Toen Jesse James in 1882 werd doodgeschoten door Robert Ford gaf Frank James zich een vijf maanden later over aan de autoriteiten.

## Laatste jaren
Frank werd in staat van beschuldiging gesteld voor twee overvallen en moorden. Beide beschuldigingen werden later ingetrokken en er kwam geen rechtszaak. In totaal zat hij een jaar in voorarrest. Na deze periode trok hij naar Oklahoma en ging bij zijn moeder wonen. Hij had allerlei baantjes als schoenverkoper, kaartjesverkoper, en telegrafist. Later hield hij lezingen over zijn roemruchte verleden tot hij in 1902 werd ingehuurd door Sam Hildreth, een eigenaar van een renstal en fokker van volbloeds. Hildreth stelde Frank aan als baancommissaris voor de weddenschappen. In de laatste jaren van zijn leven keerde Frank terug naar de oude boerderij van zijn moeder in Missouri waar hij rondleidingen gaf voor 25 cent. In 1915 overleed hij, 72 jaar oud.